# Temná turistika

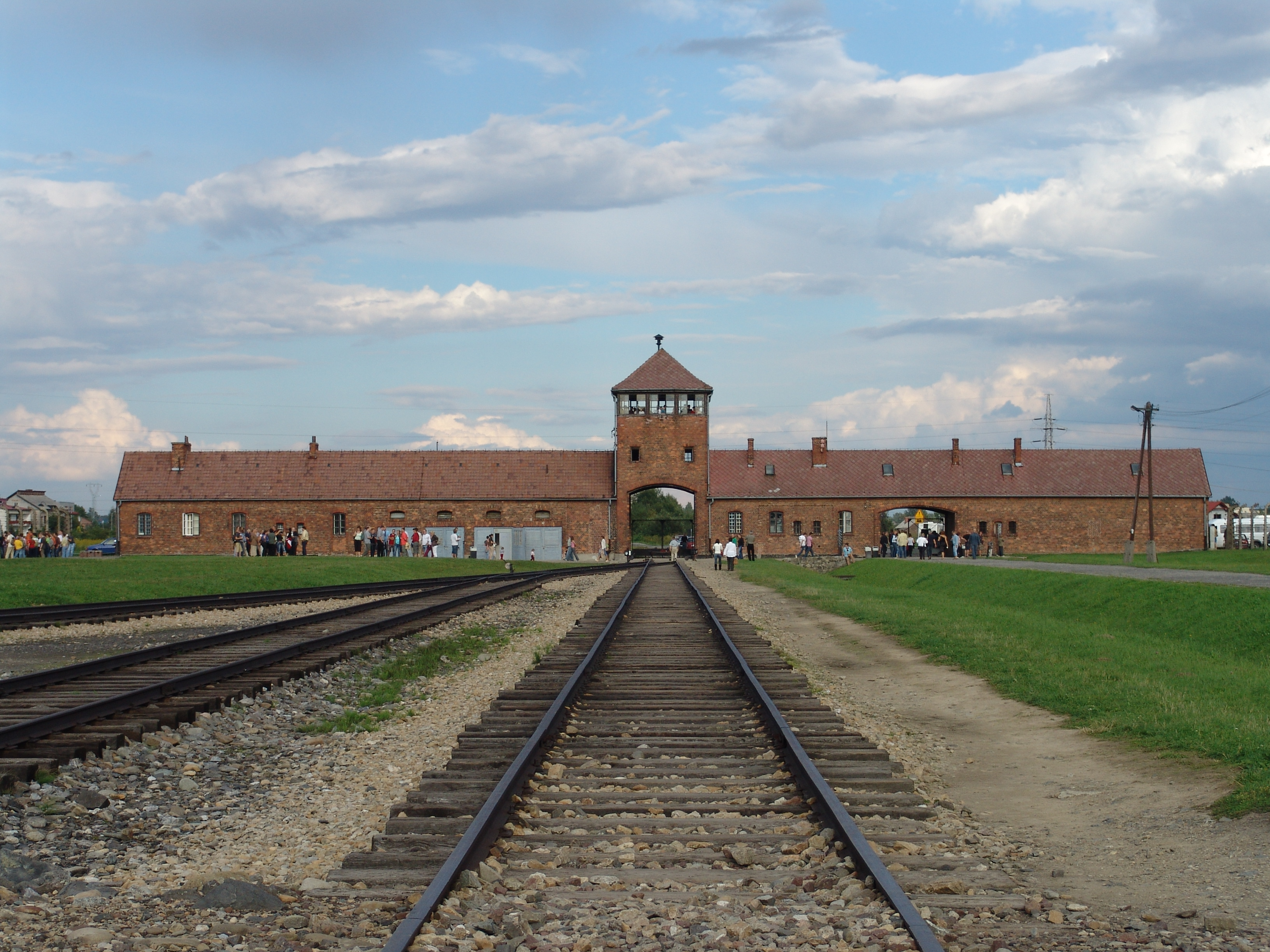
Častý cíl temné turistiky:
vyhlazovací tábor Auschwitz-Birkenau

Temná turistika (anglicky: Dark tourism, také Grief tourism – grief, zármutek, nebo Thanatourism, z řeckého thanatos, personifikace smrti) je druh turistiky zaměřující se na místa spojená se smrtí a utrpením. Toto označení zavedli britští vědci John Lennon a Malcolm Foley v roce 1996. Mezi cíle temné turistiky patří jak hrady a bojiště, místa katastrof (jak přírodních tak způsobených člověkem, například Pompeje či Ground zero v New Yorku), zpřístupněná vězení (Alcatraz), čí místa, kde násilně zemřelo velké množství lidí (popraviště, místa pogromů a genocid).
Mezi nejznámější cíle temné turistiky patří nacistický vyhlazovací tábor Auschwitz-Birkenau v Polsku, někdejší Černobylská jaderná elektrárna na Ukrajině, památník v Hirošimě či vražedná pole v Kambodži.. 
V Česku jsou nejznámější koncentrační tábor Terezín, vyhlazené obce Lidice a Ležáky, Slavkovské bojiště a kostel svatého Cyrila a Metoděje, kde se ukrývali a zemřeli atentátníci na Heydricha. Dalším cílem je usedlost Pohádka, kde před zatčením pobýval mnohanásobný vrah Ivan Roubal. Jiným cílem je bojiště bitvy u Jankova či putování na místa přírodních katastrof.